# Elecciones regionales de Molise de 2023
Las elecciones regionales de Molise de 2023 tuvieron lugar el 25 y 26 de junio de 2023 para la renovación del Consejo Regional de Molise y la elección del Presidente de Molise.

## Sistema electoral
El Consejo Regional de Molise está compuesto por veinte consejeros más el presidente del Consejo Regional, para un total de 21 miembros.
La legislación prevé que el territorio de Molise se constituya en una única circunscripción, sustituyendo a las dos circunscripciones provinciales anteriores.
No se permite el voto dividido. Para cada coalición o lista única, la asignación de escaños se realiza teniendo en cuenta tanto los votos de las listas como los votos sólo del candidato presidencial.
La coalición vinculada al presidente electo tiene derecho a por lo menos 12 escaños (y en todo caso no más de 14), además del del Presidente. Si supera la lista autonómica bloqueada, todos los asientos serán asignados a las listas. El candidato a presidente que logra el segundo lugar es elegido consejero regional, obteniendo uno de los escaños asignados a su lista o coalición.
En cuanto a los umbrales, quedan excluidos de la distribución de escaños:
- la lista o listas vinculadas a un candidato a presidente que obtuvo menos del 8% de los votos.[nota 1]
- las listas que hayan obtenido menos del 5% de los votos.[nota 2][1][2]

Notas
1. ↑  En caso de que ningún otro candidato a la Presidencia del Consejo Regional, distinto del proclamado electo, haya obtenido el ocho por ciento de los votos válidos, participa la coalición de listas o la lista única vinculada al candidato a la Presidencia. en la distribución de los escaños del consejo regional que haya obtenido el mayor porcentaje de votos válidos.
2. ↑  La ley aclara que el número total de escaños asignados a una coalición se calcula teniendo en cuenta los votos de todas las listas, incluidas las inferiores al 5%. Sin embargo, este último no participará en la distribución de los escaños asignados a la coalición. Si no hay una lista por encima del 5% en una coalición, esa coalición no obtiene escaños.

## Presentación de las candidaturas
El 29 de abril de 2023, el alcalde de Campobasso Roberto Gravina fue anunciado como candidato de una amplia coalición de centroizquierda que incluye al Partido Democrático, el Movimiento 5 Estrellas, Artículo Uno, Volt, la Izquierda Italiana, Europa Verde, el PSI y Construir Democracia.
El 5 de mayo, el alcalde de Termoli y presidente de la provincia de Campobasso, Francesco Roberti, fue anunciado como candidato de la coalición de centroderecha formada por Forza Italia, Hermanos de Italia, Lega, Unión de Centro, Nosotros Moderados, Populares por Molise, El Molise que Queremos, recibiendo, después de un disenso inicial, también el apoyo del expresidente de la región Angelo Michele Iorio.
El 12 de mayo Emilio Izzo con su lista cívica "Yo no Voto (Lo usual… lo Conocido)" anuncia su candidatura.

### Candidaturas rechazadas
El 27 de mayo se presentaron las candidaturas de Nicola Ninni por Forza Nuova y de Elisabetta Trenta por la Democracia Cristiana; Sin embargo, ambas solicitudes fueron rechazadas.

## Partidos y candidatos
| Partido político o alianza | Partido político o alianza         | Listas constituyentes                                                          | Listas constituyentes              | Resultados previos | Resultados previos | Candidato         | Candidato |
| Partido político o alianza | Partido político o alianza         | Listas constituyentes                                                          | Listas constituyentes              | Votos (%)          | Escaños            | Candidato         | Candidato |
| -------------------------- | ---------------------------------- | ------------------------------------------------------------------------------ | ---------------------------------- | ------------------ | ------------------ | ----------------- | --------- |
|                            | Coalición de centroderecha         |                                                                                | Forza Italia (FI)                  | 9,4                | 3                  | Francesco Roberti |           |
|                            | Coalición de centroderecha         | Liga                                                                           | 8,2                                | 2                  |                    | Francesco Roberti |           |
|                            | Coalición de centroderecha         | Populares por Molise (PpM)                                                     | 7,1                                | 2                  |                    | Francesco Roberti |           |
|                            | Coalición de centroderecha         | Unión de Centro – Democracia Cristiana – Nosotros de Centro (incl. IV and MaC) | 5,1                                | 1                  |                    | Francesco Roberti |           |
|                            | Coalición de centroderecha         | Hermanos de Italia                                                             | 4,5                                | 1                  |                    | Francesco Roberti |           |
|                            | Coalición de centroderecha         | El Molise en Buenas Manos – Nosotros Moderados                                 | 3,6                                | 1                  |                    | Francesco Roberti |           |
|                            | Coalición de centroderecha         | El Molise que Queremos                                                         | —                                  | —                  |                    | Francesco Roberti |           |
|                            | Coalición de centroizquierda       |                                                                                | Movimiento 5 Estrellas             | 31,6               | 5                  | Roberto Gravina   |           |
|                            | Coalición de centroizquierda       | Partido Democrático                                                            | 9,0                                | 2                  |                    | Roberto Gravina   |           |
|                            | Coalición de centroizquierda       | Alianza Verdes e Izquierda–Equidad Territorial                                 | 3,4                                | 0                  |                    | Roberto Gravina   |           |
|                            | Coalición de centroizquierda       | Construir Democracia                                                           | —                                  | —                  |                    | Roberto Gravina   |           |
|                            | Coalición de centroizquierda       | Gravina Presidente – Progreso Molise (incl. Volt)                              | —                                  | —                  |                    | Roberto Gravina   |           |
|                            | Coalición de centroizquierda       | Molise Democrático y Socialista (Molise Democrático y Solidario – PSI)         | —                                  | —                  |                    | Roberto Gravina   |           |
|                            | Yo no Voto por lo usual (incl. AC) | Yo no Voto por lo usual (incl. AC)                                             | Yo no Voto por lo usual (incl. AC) | —                  | —                  | Emilio Izzo       |           |

## Encuestas de opinión

### Candidatos
| Fecha             | Encuestadora | Muestra | Roberti | Gravina | Izzo | Dif. |
| ----------------- | ------------ | ------- | ------- | ------- | ---- | ---- |
| Fecha             | Encuestadora | Muestra |         |         |      | Dif. |
| 25-26 Jun 2023    | Resultados   | —       | 62,2    | 36,3    | 1,4  | 25,9 |
| 31 May–1 Jun 2023 | Tecnè        | 1.000   | 53,0    | 45,0    | 2,0  | 8,0  |

#### Candidatos hipotéticos
| Fecha          | Encuestadora | Muestra | Roberti | Otro CDX | Gravina | Otro CSX | Otros | Dif. |
| -------------- | ------------ | ------- | ------- | -------- | ------- | -------- | ----- | ---- |
| Fecha          | Encuestadora | Muestra |         |          |         |          | Otros | Dif. |
| 12–14 Abr 2023 | Tecnè        | 800     | 56,0    | —        | 44,0    | —        | —     | 12,0 |
| 12–14 Abr 2023 | Tecnè        | 800     | 63,0    | —        | —       | 37,0     | —     | 26,0 |
| 12–14 Abr 2023 | Tecnè        | 800     | 68,0    | —        | —       | 32,0     | —     | 36,0 |
| 12–14 Abr 2023 | Tecnè        | 800     | 62,0    | —        | —       | 38,0     | —     | 24,0 |
| 12–14 Abr 2023 | Tecnè        | 800     | 52,0    | —        | —       | 48,0     | —     | 4,0  |
| 12–14 Abr 2023 | Tecnè        | 800     | —       | 48,0     | 52,0    | —        | —     | 4,0  |
| 12–14 Abr 2023 | Tecnè        | 800     | —       | 56,0     | —       | 44,0     | —     | 12,0 |
| 12–14 Abr 2023 | Tecnè        | 800     | —       | 57,0     | —       | 43,0     | —     | 14,0 |
| 12–14 Abr 2023 | Tecnè        | 800     | —       | 51,0     | —       | 49,0     | —     | 2,0  |
| 12–14 Abr 2023 | Tecnè        | 800     | —       | 45,0     | —       | 55,0     | —     | 10,0 |

1. 1 2  Vittorino Facciolla
2. 1 2  Micaela Fanelli
3. 1 2  Enzo Di Giacomo
4. 1 2  Domenico Iannacone
5. 1 2 3 4 5  Luca Brunese

### Partidos
| Fecha       | Encuestadora | Muestra | Centroderecha | Centroderecha | Centroderecha | Centroderecha | Centroderecha | Centroizquierda | Centroizquierda | Centroizquierda | Centroizquierda | A–IV | +E  | PlI | Otros | Dif. |
| Fecha       | Encuestadora | Muestra | FdI           | FI            | Lega          | NM-UdC        | Otro CDX      | PD              | M5S             | AVS             | Otro CSX        | A–IV | +E  | PlI | Otros | Dif. |
| ----------- | ------------ | ------- | ------------- | ------------- | ------------- | ------------- | ------------- | --------------- | --------------- | --------------- | --------------- | ---- | --- | --- | ----- | ---- |
| Fecha       | Encuestadora | Muestra |               |               |               |               |               |                 |                 |                 |                 |      |     |     | Otros | Dif. |
| 24 Feb 2023 | Euromedia    | —       | 28,8          | 11,4          | 4,7           | 1,2           | 4,0           | 20,8            | 20,3            | 2,0             | 3,0             | 2,3  | 1,0 | 0,3 | —     | 8,0  |

## Resultados

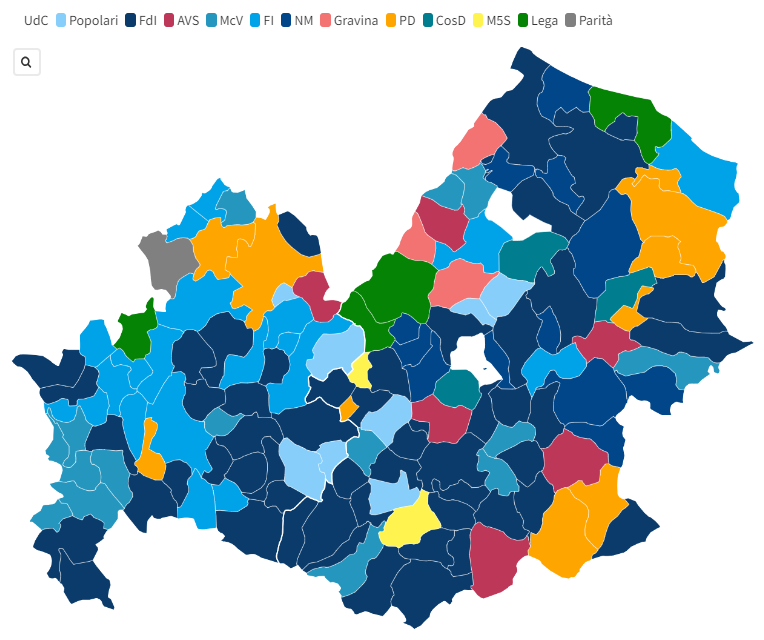
Partido más votado por comune

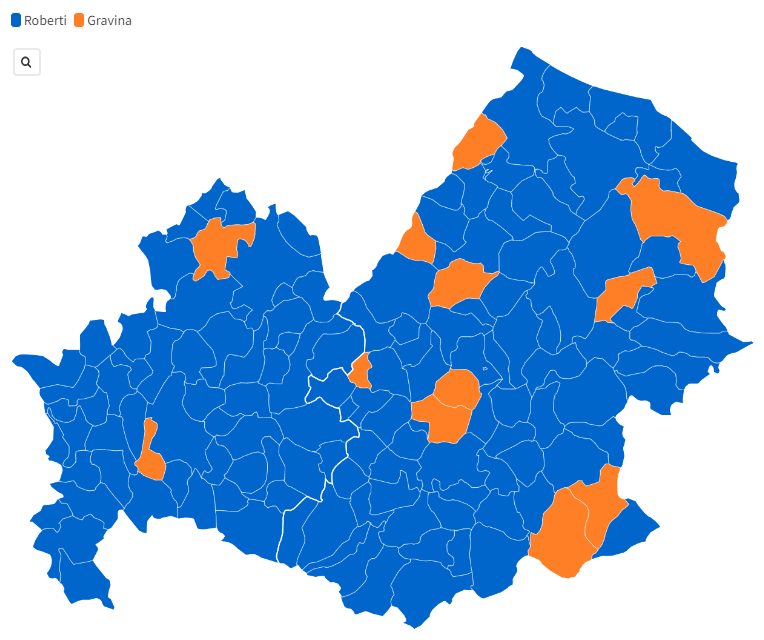
Candidato a presidente más votado por comune

|                                    |                                    |         |        |         |                                                |                         |         |        |         |  |
| Candidatos                         | Candidatos                         | Votos   | %      | Escaños | Partidos                                       | Partidos                | Votos   | %      | Escaños |  |
|                                    | Francesco Roberti                  | 94.770  | 62,24  | 1       |                                                |                         |         |        |         |  |
|                                    | Francesco Roberti                  | 94.770  | 62,24  | 1       | Hermanos de Italia                             | 26.649                  | 18,85   | 4      |         |  |
|                                    | Francesco Roberti                  | 94.770  | 62,24  | 1       | Forza Italia                                   | 16.924                  | 11,97   | 3      |         |  |
|                                    | Francesco Roberti                  | 94.770  | 62,24  | 1       | El Molise que Queremos                         | 13.971                  | 9,88    | 2      |         |  |
|                                    | Francesco Roberti                  | 94.770  | 62,24  | 1       | El Molise en Buenas Manos – Nosotros Moderados | 10.582                  | 7,48    | 2      |         |  |
|                                    | Francesco Roberti                  | 94.770  | 62,24  | 1       | Populares por Molise                           | 9.666                   | 6,84    | 1      |         |  |
|                                    | Francesco Roberti                  | 94.770  | 62,24  | 1       | Liga                                           | 8.481                   | 6,00    | 1      |         |  |
|                                    | Francesco Roberti                  | 94.770  | 62,24  | 1       | Unión de Centro–DC–NDC                         | 5.005                   | 3,54    | 0      |         |  |
| Total                              | Total                              | 94.770  | 62,24  | 1       | 91.278                                         | 64,55                   | 13      |        |         |  |
|                                    | Roberto Gravina                    | 55.308  | 36,32  | 1       |                                                |                         |         |        |         |  |
|                                    | Roberto Gravina                    | 55.308  | 36,32  | 1       | Partido Democrático                            | 17.031                  | 12,04   | 3      |         |  |
|                                    | Roberto Gravina                    | 55.308  | 36,32  | 1       | Movimiento 5 Estrellas                         | 10.044                  | 7,10    | 2      |         |  |
|                                    | Roberto Gravina                    | 55.308  | 36,32  | 1       | Construir Democracia                           | 8.105                   | 5,73    | 1      |         |  |
|                                    | Roberto Gravina                    | 55.308  | 36,32  | 1       | Alianza Verdes e Izquierda–Equidad Territorial | 6.742                   | 4,77    | 0      |         |  |
|                                    | Roberto Gravina                    | 55.308  | 36,32  | 1       | Gravina Presidente – Progreso Molise           | 5.928                   | 4,19    | 0      |         |  |
|                                    | Roberto Gravina                    | 55.308  | 36,32  | 1       | Molise Democrático y Socialista                | 1.086                   | 0,77    | 0      |         |  |
| Total                              | Total                              | 55.308  | 36,32  | 1       | 48.936                                         | 34,61                   | 6       |        |         |  |
|                                    | Emilio Izzo                        | 2.191   | 1,44   | 0       |                                                | Yo no Voto por lo usual | 1.197   | 0,85   | 0       |  |
|                                    |                                    |         |        |         |                                                |                         |         |        |         |  |
| Votos válidos                      | Votos válidos                      | 152.269 | 96,87  |         |                                                |                         |         |        |         |  |
| Votos en blanco                    | Votos en blanco                    | 1.728   | 1,10   |         |                                                |                         |         |        |         |  |
| Votos nulos                        | Votos nulos                        | 3.184   | 2,03   |         |                                                |                         |         |        |         |  |
| Total candidatos                   | Total candidatos                   | 157.181 | 100,00 | 2       | Total partidos                                 | Total partidos          | 141.411 | 100,00 | 19      |  |
| Votantes registrados/participación | Votantes registrados/participación | 327,805 | 47.95  |         |                                                |                         |         |        |         |  |
| Fuente: Elezioni Molise 2023       |                                    |         |        |         |                                                |                         |         |        |         |  |

| \| Voto popular \| Voto popular \| Voto popular \| Voto popular \| Voto popular \| \| ------------ \| ------------ \| ------------ \| ------------ \| ------------ \| \| \| \| \| \| \| \| FdI \| FdI \| \| 18.85 % \| 18.85 % \| \| PD \| PD \| \| 12.04 % \| 12.04 % \| \| FI \| FI \| \| 11.97 % \| 11.97 % \| \| McV \| McV \| \| 9.88 % \| 9.88 % \| \| MBM–NM \| MBM–NM \| \| 7.48 % \| 7.48 % \| \| M5S \| M5S \| \| 7.10 % \| 7.10 % \| \| PpM \| PpM \| \| 6.84 % \| 6.84 % \| \| Lega \| Lega \| \| 6.00 % \| 6.00 % \| \| CD \| CD \| \| 5.73 % \| 5.73 % \| \| AVS–ET \| AVS–ET \| \| 4.77 % \| 4.77 % \| \| GP–PM \| GP–PM \| \| 4.19 % \| 4.19 % \| \| UdC–DC–NDC \| UdC–DC–NDC \| \| 3.54 % \| 3.54 % \| \| InV \| InV \| \| 0.85 % \| 0.85 % \| \| MDS \| MDS \| \| 0.77 % \| 0.77 % \| |            |  |         |         |
| Voto popular |            |  |         |         |
| |            |  |         |         |
| FdI | FdI        |  | 18.85 % | 18.85 % |
| PD | PD         |  | 12.04 % | 12.04 % |
| FI | FI         |  | 11.97 % | 11.97 % |
| McV | McV        |  | 9.88 %  | 9.88 %  |
| MBM–NM | MBM–NM     |  | 7.48 %  | 7.48 %  |
| M5S | M5S        |  | 7.10 %  | 7.10 %  |
| PpM | PpM        |  | 6.84 %  | 6.84 %  |
| Lega | Lega       |  | 6.00 %  | 6.00 %  |
| CD | CD         |  | 5.73 %  | 5.73 %  |
| AVS–ET | AVS–ET     |  | 4.77 %  | 4.77 %  |
| GP–PM | GP–PM      |  | 4.19 %  | 4.19 %  |
| UdC–DC–NDC | UdC–DC–NDC |  | 3.54 %  | 3.54 %  |
| InV | InV        |  | 0.85 %  | 0.85 %  |
| MDS | MDS        |  | 0.77 %  | 0.77 %  |

| \| Presidente \| Presidente \| Presidente \| Presidente \| Presidente \| \| ---------- \| ---------- \| ---------- \| ---------- \| ---------- \| \| \| \| \| \| \| \| Roberti \| Roberti \| \| 62.24 % \| 62.24 % \| \| Gravina \| Gravina \| \| 36.32 % \| 36.32 % \| \| Izzo \| Izzo \| \| 1.44 % \| 1.44 % \| |         |  |         |         |
| Presidente |         |  |         |         |
| |         |  |         |         |
| Roberti | Roberti |  | 62.24 % | 62.24 % |
| Gravina | Gravina |  | 36.32 % | 36.32 % |
| Izzo | Izzo    |  | 1.44 %  | 1.44 %  |

### Participación
| Región | Hora       | Hora       | Hora       | Hora     |
| Región | Domingo 25 | Domingo 25 | Domingo 25 | Lunes 26 |
| Región | 12:00      | 19:00      | 23:00      | 15:00    |
| ------ | ---------- | ---------- | ---------- | -------- |
| Molise | 9,72%      | 23,77%     | 33,99%     | 47,95%   |

### Consejeros electos
| Circunscripción | Partido | Partido | Consejero                  | Votos |
| --------------- | ------- | ------- | -------------------------- | ----- |
| Molise          |         | FI      | Francesco Roberti          | —     |
| Molise          |         | M5S     | Roberto Gravina            | —     |
| Molise          |         | FdI     | Salvatore Micone           | 4.778 |
| Molise          |         | FdI     | Vincenzo Quintino Pallante | 3.238 |
| Molise          |         | FdI     | Armandino D'Egidio         | 2.762 |
| Molise          |         | FdI     | Angelo Michele Iorio       | 2.741 |
| Molise          |         | PD      | Micaela Fanelli            | 3.111 |
| Molise          |         | PD      | Vittorino Facciolla        | 3.096 |
| Molise          |         | PD      | Alessandra Salvatore       | 1.769 |
| Molise          |         | FI      | Nicola Cavaliere           | 3.226 |
| Molise          |         | FI      | Andrea Di Lucente          | 3.189 |
| Molise          |         | FI      | Roberto Di Baggio          | 3.164 |
| Molise          |         | McV     | Stefania Passarelli        | 3.151 |
| Molise          |         | McV     | Gianluca Cefaratti         | 2.772 |
| Molise          |         | MBM–NM  | Fabio Cofelice             | 2.697 |
| Molise          |         | MBM–NM  | Roberto di Pardo           | 1.704 |
| Molise          |         | M5S     | Andrea Greco               | 2.296 |
| Molise          |         | M5S     | Angelo Primiani            | 1.246 |
| Molise          |         | PpM     | Vincenzo Niro              | 2.538 |
| Molise          |         | Lega    | Guido Massimo Sabusco      | 1.831 |
| Molise          |         | CD      | Massimo Romano             | 1.964 |

1. ↑  Como Presidente de la Región.
2. ↑  Como segundo candidato más votado a la Presidencia de la Región.